# Dermogenys collettei
Dermogenys collettei is een straalvinnige vissensoort uit de familie van de Zenarchopteridae. De wetenschappelijke naam van de soort is voor het eerst geldig gepubliceerd in 2001 door Meisner.